# アイルランド国立カレッジ
アイルランド国立カレッジ（アイルランドこくりつカレッジ、英: National College of Ireland、愛: Coláiste Náisiúnta na hÉireann）は、ダブリン1区国際金融サービスセンターに本部を置くアイルランドのカレッジである。1951年に設置された。カレッジの略称はNCI、またはCNÉ。

## 概要
1951年に労働組合とともにイエズス会のベンチャーとして設立され、現在では独立したカレッジとして、心理学、金融、ビジネス、コンピューティングなどの分野で、学部から大学院レベルまでのコースを提供している。ダブリンのIFSCキャンパスと地域センターのネットワークで行われている。
専門分野には、心理学、人事管理、データ分析、マネジメント、クラウドコンピューティング、フィンテック、会計士、サイバーセキュリティ、教育、金融などがある。
日本から学士課程に入学する場合、高等学校卒業証明書である一定の点数を超え、SAT、または日本の大学で1年間過ごし2.8以上のGPAを取得している必要がある。また、短期大学卒業者、または高等専門学校（5年）の卒業者であれば2年に直接入学できる可能性がある。それ以外の場合は、1年間のファウンデーションコースを受ける必要がある。修士課程の場合、学士をGPA 2.8以上で卒業している必要がある。

## 沿革
1951年、アイルランド国立カレッジは、ダブリン県ランラーのサンドフォード・ロッジにあるカトリック・ワーカーズ・カレッジとして設立された。エドワード・コインによって設立され、ウォルター・バイルンのような労働組合主義者との関連で、当初のカレッジにはトーマス・A・フィンレイ教授、エドモンド・ケント牧師などが参加していた。
講義は、最初の年に103名の学生と、週2日の夜に献身的なイエズス会の一握りの学生によって導かれた。10年以内に、学生数は劇的に増加した。労働組合とのつながりも深まり、雇用者や経営者グループとの正式な協力関係も深まった。
1966年までには、労働組合と企業経営者の背景を持つ1,300人近くの学生が、産業関係国立カレッジ（National College of Industrial Relations）と改名した。
1976年には、多くのコースが高等教育訓練賞審議会（HETAC）の前身である全国教育賞審議会（NCEA）から認定を受けた。
1998年にアイルランド国立カレッジと改名した。
カレッジの成長に伴い、サンドフォード通りの土地と施設はイエズス会によってカレッジの管理委員会に譲渡された。
高等証明書、学士号、高等ディプロマ、修士号は、アイルランド政府の資格・質保証局（QQI）の認定を受けており、その他の短期コースは認定を受けていない。

## コース
コンピュータ、ビジネス、幼児教育、心理学、データ分析、マーケティング、デジタルマーケティング、サイバーセキュリティ、人事管理、クラウドコンピューティング、会計学、財務関係の学士課程および修士課程のコースは、カレッジのビジネス学部、コンピューティング学部を通じて提供されている。また、多くの専門職のプログラムも提供されている。

## 公式サイト
- 公式ウェブサイト（英語）